# Wendling, Norfolk
Wendling är en ort och civil parish i Storbritannien.   Den ligger i grevskapet Norfolk och riksdelen England, i den sydöstra delen av landet, 150 km nordost om huvudstaden London. Wendling ligger 54 meter över havet och antalet invånare är 323.
Terrängen runt Wendling är platt. Runt Wendling är det ganska tätbefolkat, med 96 invånare per kvadratkilometer. Närmaste större samhälle är East Dereham, 5,4 km öster om Wendling. Trakten runt Wendling består till största delen av jordbruksmark.